# Gianfranco Barra
Gianfranco Barra, född 5 april 1940 i Rom, död 23 mars 2025 i Rom, var en italiensk skådespelare. Han medverkade i 81 filmer sedan 1968.

## Filmografi (i urval)
- 1968 – Il medico della mutua
- 1972 - Avanti!
- 1972 – La polizia ringrazia
- 1973 - Dirty Weekend
- 1973 - Black Holiday
- 1974 - Bröd och choklad
- 1977 - Double Murder
- 1978 - Goodnight, Ladies And Gentlemen
- 1982 - Banana Joe
- 1988 - It's Happening Tomorrow